# كأس الملك غازي 1932–33
كأس الملك غازي هي بطولة كرة قدم عراقية تاريخية أُقيمت خلال فترة الثلاثينيات من القرن العشرين، وكانت تُعد من أوائل المسابقات الرسمية المنظمة في العراق. أُطلقت البطولة تكريمًا للملك غازي بن فيصل الأول، ثاني ملوك المملكة العراقية الهاشمية، الذي كان يحظى بشعبية كبيرة في الأوساط العراقية آنذاك.

## خلفية تاريخية
أُقيمت أول نسخة من كأس الملك غازي في موسم 1931–1932، في وقت كانت فيه كرة القدم في العراق لا تزال في بداياتها، ولم يكن هناك دوري وطني موحد. كانت الفرق المشاركة تمثل جهات عسكرية ومؤسسات رسمية ومدنية، منها فرق الجيش والشرطة والمدارس العسكرية. وقد مثّلت هذه البطولة نقطة انطلاق لنهضة الكرة العراقية قبل تأسيس الاتحاد العراقي لكرة القدم رسميًا في 1948.

## الفرق المشاركة
تميزت البطولة بمشاركة فرق متعددة من مختلف قطاعات الدولة، ومن أبرز هذه الفرق:
- فريق القوة الجوية
- فريق اللاسلكي
- فريق المدارس الحربية
- فريق الشرطة
- فريق المدفعية
- الكلية العسكرية

تكونت هذه الفرق من موظفين وضباط وطلاب عسكريين، وكانت أغلب المباريات تُلعب على ملاعب ترابية وسط بغداد، في أماكن مثل ملعب الكشافة.

## أبرز البطولات والنتائج
شهدت البطولة منافسة قوية منذ نسختها الأولى. وحقق فريق لاسلكي لقب النسخة الافتتاحية في عام 1932 بعد فوزه على فريق المدارس الحربية بثلاثة أهداف دون مقابل. وفي المواسم التالية، فرض فريق القوة الجوية هيمنته على البطولة بتحقيقه عدة ألقاب متتالية، مما جعله من أبرز فرق تلك المرحلة.

## الملك غازي ودعمه للرياضة
سُمّيت البطولة باسم الملك غازي، الذي كان يُعرف بدعمه للأنشطة الشبابية والرياضية، واهتمامه الخاص بالشؤون الاجتماعية والثقافية في العراق. وكان من الشخصيات القومية الرافضة للتدخل البريطاني، وشجّع على تنمية المؤسسات الوطنية، ومنها الرياضة. وقد ساعدت البطولة في تعزيز الروح الرياضية والانتماء الوطني بين الشباب العراقي في تلك الفترة.

## توقف البطولة
مع تغيّر الظروف السياسية، ووفاة الملك غازي المفاجئة في عام 1939، تراجعت مكانة البطولة تدريجيًا، خاصة مع بدء تشكيل مسابقات رياضية أخرى وظهور أندية مدنية ورياضية أكثر تنظيمًا. ومع تأسيس الاتحاد العراقي لكرة القدم، تم لاحقًا إنشاء بطولات محلية ودورية أكثر رسمية واستمرارية، مثل كأس العراق والدوري الممتاز، مما أدى إلى نهاية بطولة كأس الملك غازي بشكل نهائي.

## الأهمية التاريخية
تُعتبر بطولة كأس الملك غازي من أقدم البطولات الكروية المنظمة في العراق، وهي تمثّل حجر الأساس في مسيرة تطوّر كرة القدم العراقية. كما تُعدّ رمزًا لمرحلة شهدت بداية الوعي الرياضي الرسمي، حيث لعبت دورًا في نشر اللعبة وتشجيع التنافس المنظّم قبل انطلاق عهد الاتحادات والأندية الحديثة

## الفرق المشاركة
من الفرق المشاركة:
- نادي الشرطة
- الاتحاد
- الرشاشات
- الصناعية
- المدرسة الحربية
- الثانوية الغربية
- الثانوية الشرقية
- الأشبال
- كتيبة الهاشمي
- نادي القوة الجوية
- الجديد
- دار المعلمين
- نادي الكرخ
- نادي الصناعة

## بعض النتائج المعروفة
- اللاسلكي × الشرطة (1-1)
- الاتحاد × المدرسة الحربية (1-0)
- الجديد × الشرطة (1-1)
- المدرسة الحربية × الأشبال (2-0)
- الشرطة × الأشبال (3-2)
- اللاسلكي × دار المعلمين (1-1)
- اللاسلكي × المدرسة الحربية (2-1)

## المباراة النهائية
انتهت المباراة النهائية التي أقيمت يوم 19 أيار 1933 بفوز نادي القوة الجوية على فريق اللاسلكي بهدف وحيد بعد تمديد المباراة إلى وقت إضافي.